# Кровавый кулак
«Кровавый кулак» (англ. Bloodfist) — кинофильм.

## Сюжет
Главный герой прибывает в Манилу, чтобы расследовать убийство своего брата. Там он сталкивается с зловещим тайным обществом, которое процветает на незаконных кикбоксерских турнирах, и в конце концов оказывается на ринге, буквально борясь за свою жизнь…

## Создатели фильма

### В ролях
- Дон Уилсон — Джэйк Рэй
- Хосе Мари Авеллана — Квонг
- Роб Каман — Рэтон
- Билли Блэнкс — Чёрная Роза
- Илай Уоллак — Макс Лозойя
- Крис Агиляр — Чин Ву
- Майкл Шаннер — малышка Дэвис
- Райли Боуман — Нэнси
- Мэрилин Баутиста — Анджела
- Кеннет Пирлесс — Хол
- Вик Диас — детектив

### Съёмочная группа
- Режиссёр — Теренс Уинклесс
- Автор сценария — Роберт Кинг
- Продюсеры — Роджер Корман, Салли Мэттисон, Сирио Сантьяго
- Редактор — Карен Хорн
- Композитор — Саша Мэтсон
- Оператор — Рикардо Жак Гэйл